# علم غلمدغ
علم غلمدغ  (بالصومالية: Calanka Galmudug)‏ هو العلم التي تستخدمه ولاية غلمدغ اعتمد الحالي في 17 يونيو 2015 في البداية، كانت الولاية ترفرف علم الصومال، ولكن أضيف فيما بعد نقش أبيض فوق النجمة عبارة دولة صومالية. كان العلم الثاني المستخدم أبيض والذراعان في المنتصف كانت هذه الأذرع هي الأذرع الوطنية الصومالية بين أغصان الغار، وتحت شريط أزرق مع الأحرف البيضاء. كان العلم الثالث أزرق فاتح مع مثلث أخضر عند الرافعة، مقلوب باللون الأبيض، ويحمل داخل هلال ونجم أبيض.
في عام 2015غير العلم إلى تصميم جديد يتكون من خطوط أفقية من الأصفر والأزرق والأخضر في الشريط المركزي الأزرق توجد نجمة خماسية بيضاء.

## الأعلام

العلم المعتمد من 2006- 2009

العلم المعتمد من 2009 - 2010

العلم المعتمد من 2010-2015

العلم المعتمد من 2015 - الآن